# Pacific Blue
Pacific Blue és una sèrie de televisió estatunidenca que relata les vides personals i professionals dels oficials del Departament de Policia de Santa Monica (Califòrnia, EUA). Aquests policies combaten el crim damunt de les seues bicicletes. La sèrie va començar a rodar-se en 1996 i s'acabà el 2000, a Santa Monica així com també a la localitat californiana de Venice, a excepció de dos episodis de 1999 que se filmaren a Hawaii. El productor executiu Bill Nuss va portar la sèrie a Hawaii seguint el consell d'April Masini, que també va ajudar a portar Baywatch a Hawaii l'any 1999. Consta de 5 temporades i 101 episodis.
A l'últim episodi de la tercera temporada Marcos A. Ferraez i Rick Rossovich abandonaren la sèrie i a la quarta temporada s'incorporaren Mario López, Jeff Stearns, Shanna Moakler, Amy Hunter. En aquest significatiu canvi als actors, s'introduïren quatre nous personatges basats en policies que ronden els 25 anys. Jim Davidson i Paula Trickey, els quals prèviament havien actuat com els personatges joves de la sèrie, passaren a desenvolupar el paper dels veterans i líders de la unitat Pacific Blue. Cory McNamara (Paula Trickey) ascendí a sergent i T.C. Callaway (Jim Davidson) passà a ser el tinent.

## Episodis
Els episodis de la sèrie es van emetre de la forma següent:
| Temporada | Temporada | Episodis | Emissió original     | Emissió original   |
| Temporada | Temporada | Episodis | Inici                | Final              |
| --------- | --------- | -------- | -------------------- | ------------------ |
|           | 1         | 13       | 2 de març de 1996    | 25 de maig de 1996 |
|           | 2         | 22       | 17 d'agost de 1996   | 20 d'abril de 1997 |
|           | 3         | 22       | 3 d'agost de 1997    | 19 d'abril de 1998 |
|           | 4         | 22       | 26 de juliol de 1998 | 25 d'abril de 1999 |
|           | 5         | 22       | 18 de juliol de 1999 | 9 d'abril de 2000  |

## Primera temporada
| Primera temporada | Primera temporada |
| Capítol núm.      | Títol original    |
| ----------------- | ----------------- |
| 1                 | Premiere          |
| 2                 | First Shoot       |
| 3                 | No Man's Land     |
| 4                 | Over The Edge     |
| 5                 | Out Of The Past   |
| 6                 | Takedown          |
| 7                 | Heatwave          |
| 8                 | Burnout           |
| 9                 | Moving Target     |
| 10                | Captive Audience  |
| 11                | The Phoenix       |
| 12                | The Big Spin      |
| 13                | All Jammed Up     |